# Erythroargyrops elegans
Erythroargyrops elegans är en tvåvingeart som beskrevs av Townsend 1917. Erythroargyrops elegans ingår i släktet Erythroargyrops och familjen parasitflugor.
Artens utbredningsområde är Peru. Inga underarter finns listade i Catalogue of Life.